# Joachim Krajczy
Joachim Piotr Krajczy (ur. 25 października 1940 w Gliwicach) – polski piłkarz grający na pozycji pomocnika i trener piłkarski. Jest jednym z sześciu piłkarzy, którzy zdobyli Puchar Polski jako piłkarz i trener.

## Kariera piłkarska
Swoją karierę rozpoczął w 1953 w Spartaku Gliwice. Grał w nim do 1955, trafił wówczas do Unii, z której w 1958 przeniósł się do Piasta Gliwice, w którym zadebiutował 20 kwietnia 1958 w meczu z Górnikiem Radlin. Dla Piasta rozegrał 86 spotkań, strzelając 22 gole. W 1961 przeniósł się do Legii Warszawa, w barwach której zadebiutował w Ekstraklasie. Miało to miejsce 11 marca 1962 z Zagłębiem Sosnowiec; pierwszy występ w Legii zaliczył jednak tydzień wcześniej w meczu Pucharu Polski z Szombierkami Bytom. Ostatni pojedynek w zespole ze stolicy Krajczy rozegrał 7 czerwca 1964, a rywalem stołecznego klubu ponownie były Szombierki. Zaliczył 37 ligowych występów, w których zdobył trzy bramki. Z Legią wywalczył Puchar Polski w sezonie 1963/1964. W 1964 został zawodnikiem Stali Rzeszów. Grał w niej do 1970. Potem rozegrał dwa mecze w Piaście i zakończył karierę.

## Kariera trenerska
W 1972 wrócił do Stali, tym razem w roli trenera. Na tym stanowisku zadebiutował 29 października 1972 w spotkaniu z GKS Katowice. Stracił stanowisko 12 listopada, po trzech remisach swojego zespołu. Jeszcze w tym samym sezonie ponownie został szkoleniowcem Stali. 27 maja 1973 poprowadził tę drużynę w meczu ze Starem Starachowice. Rzeszowską drużynę trenował do końca sezonu 1974/1975. Z klubem tym wygrał Puchar Polski 1974/1975. W sezonie 1975/1976 prowadził II-ligową drużynę GKS Katowice. W latach 1976–1980 był trenerem Rozwoju Katowice. Po epizodzie w GKS Tychy wyjechał do Niemiec (Saarbrücken).
W 2004 został wyróżniony nagrodą prezydenta Rzeszowa za zasługi dla Stali.

## Kariera międzynarodowa
Krajczy reprezentował Polskę tylko w drużynach młodzieżowych, dla których rozegrał łącznie 15 meczów.